# Mamoudzou

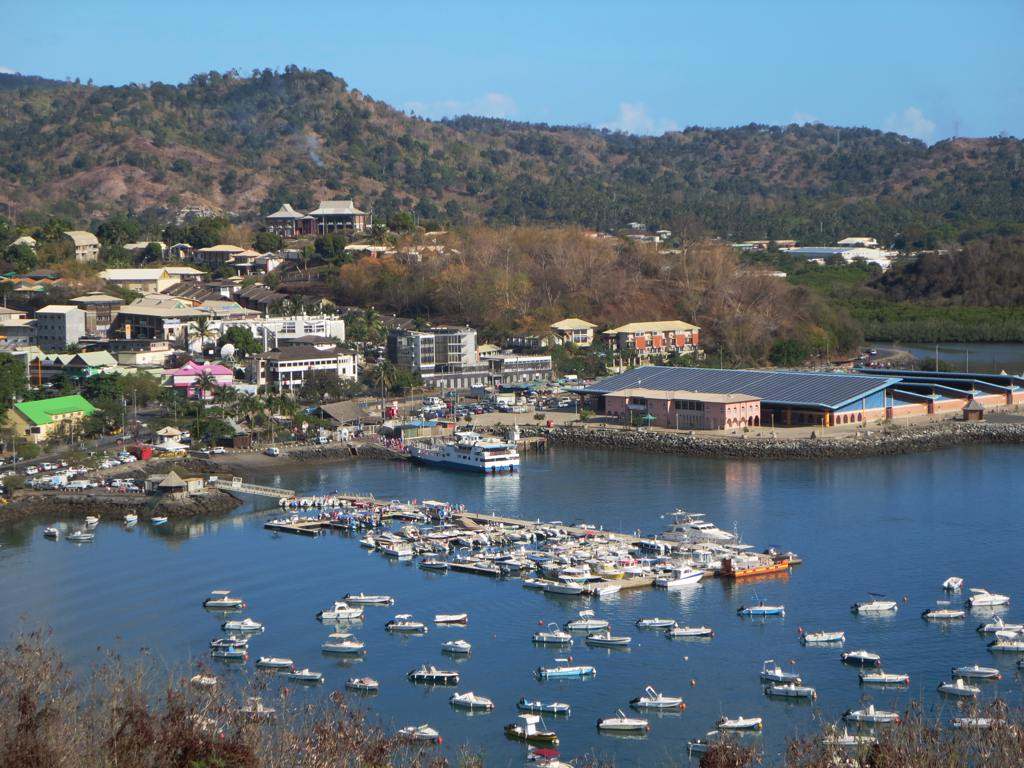
Hamnen i Mamoudzou.

Mamoudzou är en kommun i det franska utomeuropeiska departementet Mayotte i Indiska oceanen. Det är öns huvudort och största stad. År 2017 hade Mamoudzou 71 437 invånare.
Staden ligger på huvudön Mahoré, som är en del av ögruppen Komorerna. Den tidigare huvudstaden var Dzaoudzi, men Mamoudzou valdes till huvudstad 1977.